# Listă de conducători de stat din 1040
1036 - 1037 - 1038 - 1039 - 1040 - 1041 - 1042 - 1043 - 1044
Aceasta este o listă a conducătorilor de stat din anul 1040:

## Europa
- Amalfi: Guaimar I (duce, 1039-1052; totodată, principe de Salerno, 1027-1052; totodată, duce de Gaeta, 1038-1045; totodată, principe de Capua, 1038-1047)
- Anglia: Harold I Picior de Iepure (rege, 1037-1040) și Hardeknud (rege din dinastia Daneză, 1035-1037, 1040-1042; anterior, rege al Danemarcei, 1035-1042)
- Anjou: Foulques al III-lea cel Negru (conte, 987-cca. 1040) și Geoffroi al II-lea Ciocanul (conte, 1040-1060)
- Aquitania: Eudes (duce, 1038-1040) și Guillaume al VII-lea cel Îndrăzneț (duce, 1040-1058)
- Aragon: Ramiro I (rege, 1035-1063)
- Armenia, statul Ani: Ioan (Sămbat al III-lea) (rege din dinastia Bagratizilor, 1020-1040/1041) și Așot al IV-lea cel Viteaz (rege din dinastia Bagratizilor, 1021-1039/1040)
- Armenia, statul Kars: Gaghik-Abbas (rege din dinastia Bagratizilor, 1029-1064/1065)
- Armenia, statul Lori: David I Anhoghin (rege din dinastia Bagratizilor, 989/991-1048/1049)
- Armenia, statul Siunik: Sămbat al III-lea (rege din dinastia Bagratizilor, 1019-?)
- Austria: Adalbert Victoriosul (margraf din dinastia Babenberg, 1018-1055)
- Aversa: Rainulf I (conte din dinastia normandă Drengot, 1030-1045; ulterior, duce de Gaeta, 1041-1045)
- Bavaria: Henric al VI-lea (duce din dinastia de Franconia-Saliană, 1027-1041; ulterior, rege al Germaniei, 1039-1056; ulterior, împărat occidental, 1046-1056)
- Benevento: Pandulf al III-lea (principe, 1033-1050, 1054-1059; anterior, co-principe, 1012-1033) și Landulf al VI-lea (co-principe, 1038-1050, 1054-1077)
- Bizanț: Mihail al IV-lea Paflagonianul (împărat, 1034-1041)
- Brabant: Otto (conte, 1038-cca. 1041)
- Brandenburg: Bernhard al II-lea (margraf, 1018-1044)
- Bretagne: Alain al III-lea (duce, 1008-1040) și Conan al II-lea (duce, 1040-1066)
- Burgundia: Robert I cel Bătrân (duce din dinastia Capețiană, 1032-1076)
- Capua: Guaimar (principe, 1038-1047; totodată, principe de Salerno, 1027-1052; totodată, duce de Gaeta, 1038-1052; ulterior, duce de Amalfi, 1039-1052)
- Castilia: Ferdinand I cel Mare (conte, 1035-1065; rege, din 1035; ulterior, rege al Leonului, 1037-1065)
- Cehia: Bretislav I (cneaz din dinastia Premysl, 1034-1055)
- Champagne: Etienne al II-lea (conte din casa de Blois-Champagne, 1037-1047/1048)
- Croația: Ștefan I (rege din dinastia Trpimirovic, cca. 1030-1058)
- Danemarca: Hardeknud (rege din dinastia lui Gorm, 1035-1042; totodată, rege al Angliei, 1035-1037, 1040-1042)
- Flandra: Balduin al V-lea de Lille (conte din dinastia lui Balduin, 1035-1067)
- Franța: Henric I (rege din dinastia Capețiană, 1031-1060; anterior, duce de Burgundia, 1015-1031)
- Gaeta: Guaimar (duce, 1038-1045; totodată, principe de Salerno, 1027-1052; totodată, principe de Capua, 1038-1047; ulterior, duce de Amalfi, 1039-1052)
- Germania: Henric al III-lea (rege din dinastia de Franconia-Saliană, 1039-1056; anterior, duce de Bavaria, 1027-1041; ulterior, împărat occidental, 1046-1056)
- Gruzia: Bagrat al IV-lea (rege din dinastia Bagratizilor, 1027-1072)
- Gruzia, statul Kakhetia: Gaghik de Lori (rege din dinastia Bagratizilor, 1029-1058)
- Hainaut: Regnier al V-lea (conte, 1013-1040) și Hermann de Mons (conte, 1040-înainte de 1051)
- Istria: Poppo I (margraf, 1012-1044; totodată, conte de Weimar; ulterior, margraf de Carniola, 1040-1044)
- Italia: Nikefor Doukeianos (catepan bizantin, 1039-1040) și Mihail Doukeianos (catepan bizantin, 1040-1041)
- Kiev: Iaroslav I Vladimirovic cel Înțelept (mare cneaz din dinastia Rurikizilor, 1016-1018, 1019-1054)
- Leon: Ferdinand I cel Mare (1037-1065; totodată, rege al Castiliei, 1035-1065)
- Lorena Inferioară: Gothelon I cel Mare (duce din casa de Lorena-Ardennes, 1023-1044; ulterior, duce de Lorena Superioară, 1033-1044)
- Lorena Superioară: Gothelon I cel Mare (duce din casa de Lorena-Ardennes, 1033-1044; totodată, duce de Lorena Inferioară, 1023-1044)
- Luxemburg: Gilbert (Giselbert) (conte, 1019-înainte de 1059)
- Montferrat: Enrico (margraf din casa lui Aleramo, cca. 1020-cca. 1045)
- Muntenegru, statul Zeta: Ștefan Vojislav (principe, 1035/1036, 1040-cca. 1050)
- Navarra: Garcia Sanchez al IV-lea (rege, 1035-1054)
- Neapole: Ioan al V-lea (duce, 1033/1034-cca. 1053)
- Normandia: Guillaume al II-lea Bastardul sau Cuceritorul (duce, 1035-1087; ulterior, rege al Angliei, 1066-1087)
- Norvegia: Magnus I Olavsson cel Bun (rege, 1035-1047; ulterior, rege al Danemarcei, 1042-1047)
- Olanda: Dirk al IV-lea (conte, 1039-1049)
- Polonia: Cazimir I Restauratorul (cneaz din dinastia Piasti, 1034-1058)
- Salerno: Guaimar al IV-lea (principe, 1027-1052; ulterior, duce de Gaeta, 1038-1045; ulterior, principe de Capua, 1038-1047; ulterior, duce de Amalfi, 1039-1052)
- Savoia: Humbert I cel cu Mână Albă (conte, cca. 1027-1047 sau 1048)
- Saxonia: Bernhard al II-lea (duce din dinastia Billungilor, 1011-1059)
- Scoția: Duncan I (rege, 1034-1040) și Macbeth (rege, 1040-1057)
- Sicilia: Abdallah (emir din dinastia Kalbizilor, 1037-1040) și Hassan as-Samsam (emir din dinastia Kalbizilor, 1040-1053)
- Spoleto: Ugo al III-lea (duce, 1036-1043)
- Statul papal: Benedict al IX-lea (papă, 1032-1045, 1047-1048)
- Suedia: Anund Jakob (rege, 1022-1047)
- Torino: Adelaida de Susa (margrafă din familia Arduinicilor, 1034-1091)
- Toscana: Bonifaciu al III-lea (margraf din casa de Canossa, 1027-1052; ulterior, duce de Spoleto, 1043-1052)
- Toulouse: Pons (conte, 1037-1060/1061)
- Ungaria: Petru (rege din dinastia Arpadiană, 1038-1041, 1044-1046)
- Veneția: Domenico Flabianico (doge, 1032-1042)

## Africa
- Fatimizii: al-Mustansir bi-llah (Abu Tamim Maadd ibn az-Zahir) (calif din dinastia Fatimizilor, 1036-1094)
- Hammadizii: Șaraf ad-Daula al-Kaid ibn Hammad (emir din dinastia Hammadizilor, 1028-1054)
- Kanem-Bornu: Arkei (sultan, cca. 1035-cca. 1077)
- Zirizii: Șaraf ad-Daula al-Muizz ibn Badis (emir din dinastia Zirizilor, 1016-1061)

## Asia

### Orientul Apropiat
- Bizanț: Mihail al IV-lea Paflagonianul (împărat, 1034-1041)
- Buizii din Fars și Khuzistan: Imad ad-Din Abu Kalidjar al-Marzuban ibn Sultan ad-Daula (emir din dinastia Buizilor, 1024-1048/1049; ulterior, emir în Kerman, 1028/1029-1048/1049; ulterior, emir în Irak, 1044-1048)
- Buizii din Kerman: Imad ad-Daula Abu Kalidjar al-Marzuban ibn Sultan ad-Daula (emir din dinastia Buizilor, 1028/1029-1048/1049; totodată, emir în Fars și Khuzistan, 1024-1048/1049; ulterior, emir în Irak, 1044-1048)
- Buizii din Irak: Djalal ad-Daula Abu Tahir Șirziî ibn Baha ad-Daula (emir din dinastia Buizilor, 1025/1026-1044)
- Califatul abbasid: Abu Djafar Abdallah al-Kaim ibn al-Kadir (calif din dinastia Abbasizilor, 1031-1075)
- Fatimizii: al-Mustansir bi-llah (Abu Tamim Maadd ibn az-Zahir) (calif din dinastia Fatimizilor, 1036-1094)
- Ghaznavizii: Șihab ad-Daula Masud I ibn Mahmud (emir din dinastia Ghaznavizilor, 1030-1041)
- Ghurizii: Șis ibn Muhammad (sultan din dinastia Ghurizilor, ?-?) (?)
- Selgiucizii: Rukn ad-Din Abu Talib Muhammad Toghrul I Beg ibn Mikal ibn Selgiuk (mare sultan, 1037/1038-1063)

### Orientul Îndepărtat
- Birmania, statul Arakan: Minyinpyu (rege din prima dinastie de Pyinsa, 1039-1040) și Nagthuriya (rege din prima dinastie de Pyinsa, 1040-1052)
- Birmania, statul Mon: Pontarika (rege, 1028-1043)
- Cambodgea, Imperiul Kambujadesa (Angkor): Suryavarman (Nirvanapada) (împărat, 1002-1049)
- China: Renzong (împărat din dinastia Song de nord, 1023-1063)
- China, Imperiul Qidan Liao: Xingzong (împărat, 1031-1055)
- China, Imperiul Xia de vest: Li Yuanhao (Jingzong) (împărat, 1038-1048)
- Coreea, statul Koryo: Chongjong (Wang Hyong) (rege din dinastia Wang, 1035-1046)
- Ghaznavizii: Șihab ad-Daula Masud I ibn Mahmud (emir din dinastia Ghaznavizilor, 1030-1041)
- Ghurizii: Șis ibn Muhammad (sultan din dinastia Ghurizilor, ?-?) (?)
- India, statul Chalukya apuseană: Jayasimha al II-lea (sau Jagadekamalla) (rege, 1015-1042)
- India, statul Chalukya răsăriteană: Rajaraja Narendra (rege, 1019-1061)
- India, statul Chola: Rajendra I (rege, 1014 sau 1016-1044)
- India, statul Hoysala: Nripakama (rege, 1022-1047)
- Japonia: Go-Suzaku (împărat, 1036-1045)
- Kashmir: Ananta (rege din dinastia Lohara, 1029-1064)
- Nepal: Lakșikamadeva (rege din dinastia Thakuri, 1015/1018-1040/1041)
- Sri Lanka: Kașyapa al VI-lea (Vikramabhu I) (rege din dinastia Silakala, cca. 1029-cca. 1041)
- Vietnam, statul Dai Co Viet: Ly Thai-tong (Ly Phat Ma) (rege din dinastia Ly târzie, 1028-1054)

## America
- Toltecii: Ttilcoatzin (conducător, 1025-1047)